# برایس کاتن
برایس کاتن (انگلیسی: Bryce Cotton؛ زادهٔ ۱۱ اوت ۱۹۹۲) بازیکن بسکتبال اهل ایالات متحده آمریکا است.
از باشگاه‌هایی که در آن بازی کرده‌است می‌توان به ممفیس گریزلیز، یوتا جاز، باشگاه ورزشی افس پیلسن، فینیکس سانز، و آستین توروس اشاره کرد.